# Walther Poppitz
Magnus Walther Poppitz (* 9. September 1848 in Vacha; † 9. Juni 1933 in Plauen) war ein deutscher Politiker (Nationalliberale Partei) und Unternehmer in der Textilindustrie. Er war Mitglied des sächsischen Landtages.

## Leben und Wirken
Poppitz war Stickerei- und Spitzenfabrikant in Plauen und wurde zum Kommerzienrat ernannt. Er war 1872 Gründer und bis 1914 Alleininhaber der Spitzen- und Stickereifabrikationsfirma gleichen Namens, aus der unter Leitung seines gleichnamigen Sohnes die Spitzenfirma Walther Poppitz jr. hervorgegangen ist. Außerdem war er Mitbegründer des ersten Plauener Fabrtkantenvereins für Textilindustrie und des Vogtl.-Erzgebirgischen Industrievereins, dessen Erster Vorsitzender, zuletzt dessen Ehrenvorsitzender, er viele Jahre gewesen ist. 
Von 1905 bis 1909 war er als Mitglied der Nationalliberalen Partei (NLP) in der Zweiten Kammer des sächsischen Landtags vertreten.